# تشارلز إدوارد هوبارد
تشارلز إدوارد هوبارد (1900-1980) (بالإنجليزية: Charles Edward Hubbard)‏ هو عالم نبات بريطاني.